# میگل ابیدو
میگل ابیدو (اسپانیایی: Miguel Oviedo‎؛ زادهٔ ۱۲ اکتبر ۱۹۵۰) یک بازیکن فوتبال اهل آرژانتین است.
از باشگاه‌هایی که در آن بازی کرده‌است می‌توان به اتلتیکو ایندپندینته اشاره کرد.
وی همچنین در تیم ملی فوتبال آرژانتین بازی کرده‌است.